# Львів-Захід (локомотивне депо)
Локомоти́вне депо́ «Львів-Захід» (ТЧ-1) — відокремлений структурний підрозділ служби локомотивного господарства Регіональної філії «Львівська залізниця» Акціонерного товариства «Українська залізниця».
Розташоване поблизу станції «Львів», яка обслуговує перевезення Львівського залізничного вузла.

## Історія
Депо засноване як паровозне на 15 паротягів 1867 року. За Цісарсько-королівської Австрійської Державної залізниці тут зокрема обслуговували паротяги KkStB 59, KkStB 160, KkStB 310.
З 1960-х років обслуговує електровози.
З 2013 року стало обслуговувати ще й тепловози (передані із закритого Львів-Схід).

## Локомотивне господарство
Парк локомотивів складають магістральні тепловози М62 (2М62, 2М62У) та маневрові серії ЧМЕ3, магістральні електровози ЧС2, ЧС7, ВЛ10, ВЛ11М, ВЛ40У, ВЛ80 (ВЛ80К, ВЛ80Т). 
Здійснює ремонт та технічне обслуговування електровозів ЧС2, ЧС7, ВЛ10, ВЛ11М, ВЛ40У, ВЛ80 (ВЛ80К, ВЛ80Т) та тепловозів М62, 2М62, 2М62У, 2ТЕ10М, 2ТЕ10Ут, ЧМЕ3, ЧМЕ3Т.
Локомотивні бригади локомотивного депо «Львів-Захід» обслуговують вантажні потяги на дільницях:
- Львів-Жмеринка-Козятин;
- Львів-Здолбунів-Козятин;
- Клепарів-Івано Франківськ- Чернівці;
- Клепарів-Лавочне-Чоп;
- Клепарів-Сянки;
- Клепарів-Мостиська-2.